# Задорожний Антон Олегович
Анто́н Оле́гович Задоро́жний — полковник Національної гвардії України, учасник російсько-української війни. Командир 1-ї бригади оперативного призначення «Буревій». Герой України (2025).

## Життєпис
Народився 21 січня 1995 року в місті Харків. Закінчив Національну академію Національної гвардії. 
У грудні 2023 року підполковник Задорожний очолив групу Нацгвардії, яка висунулася на місце падіння БпЛА в Серебрянському лісі. Помітивши ворожу групу, він знищив 8 російських військовослужбовців вогнем із кулемета.
З 2023 року — командир 1-ї бригади оперативного призначення Національної гвардії України «Буревій».

## Нагороди
- Герой України з врученням ордена «Золота Зірка» (2 липня 2025) — за особисту мужність і героїзм, виявлені у захисті державного суверенітету та територіальної цілісності України, самовіддане служіння Українському народові[5][6].
- Хрест бойових заслуг (19 червня 2024) — за особисту мужність, виявлену в захисті державного суверенітету та територіальної цілісності України, самовіддане служіння Українському народові[7].
- Орден Богдана Хмельницького III ступеня (19 червня 2023) — за особисту мужність і самовідданість, виявлені у захисті державного суверенітету та територіальної цілісності України, сумлінне і бездоганне служіння Українському народові[8].